# Siachoque (ort)
Siachoque är en ort i Colombia.   Den ligger i departementet Boyacá, i den centrala delen av landet, 140 km nordost om huvudstaden Bogotá. Siachoque ligger 2 760 meter över havet och antalet invånare är 1 375.
Terrängen runt Siachoque är kuperad. Runt Siachoque är det ganska glesbefolkat, med 47 invånare per kvadratkilometer. Närmaste större samhälle är Tunja, 13,9 km väster om Siachoque. Trakten runt Siachoque består i huvudsak av gräsmarker.